# Resolució 2050 del Consell de Seguretat de les Nacions Unides
La Resolució 2050 del Consell de Seguretat de les Nacions Unides fou adoptada per unanimitat el 12 de juny de 2012. Recordant les resolucions anteriors sobre Corea del Nord i determinant que la proliferació d'armes nuclears, químiques i biològiques constitueixen una amenaça per a la pau mundial, el Consell va ampliar el mandat del panell d'experts que supervisava les sancions contra Corea del Nord fins al 12 de juliol de 2013. També li va demanar que presentés un programa de treball i que l'examinés periòdicament amb la comissió sota la qual treballava. Finalment, es va demanar a tots els països i organismes de l'ONU que proporcionessin al panell la informació que tenien sobre l'aplicació de les resolucions 1718 (2006) i 1874 (2009).